# Allene R. Jeanes
Allene Rosalind Jeanes (19 juillet 1906, Waco - 11 décembre 1995, Urbana) est une chimiste américaine spécialisée en chimie organique. Outre ses travaux sur les polysaccharides qui ont permis le développement du dextrane, on lui doit la découverte de la gomme xanthane.
Titulaire d'un doctorat (Ph D) en chimie organique de l'université d'Illinois en 1938, elle rejoint les instituts américains de la santé à Washington, puis le Northern Regional Research Lab (NRRL) du ministère de l'Agriculture à Peoria où elle travaille de 1941 à 1976, notamment sur les polysaccharides. C'est là qu'elle développe le moyen de produire du dextrane en grande quantité qui sera un composant de renfort du plasma lors de la guerre de Corée,. Elle y développe également dans les années 1950 la gomme xanthane, aussi obtenue par l'action d'une bactérie.
Elle est l'auteur de 60 publications, titulaire de 10 brevets, et membre de la Société américaine de chimie.

## Récompenses
- 1953 : Distinguished Service Award[2]
- 1956 : Garvan Medal[2]
- 1962 : Federal Woman’s Service Award[2]